# 油切れ
油切れ（あぶらきれ）は、江戸時代、江戸への油の運び入れがとだえること。

## 概略
油は、ろうそくをのぞけば、夜間の灯火用品として唯一の必需品であった。当時、江戸市民が使用する油はその大部分が大坂から廻漕されてきた。そのため、悪天候などで船が出ない、途中での難船、まれに油価を騰貴させるために大坂商人が油を輸送させないなどの事態が発生したときは、油価の高騰で騒動になった。
江戸時代を通じて油切れの起こったことは少なくなく、文政9年（1826年）はことに騒ぎが大きかったので、江戸幕府は支配勘定楢原謙十郎を大坂に派遣して実情を調査させた。
楢原は油問屋、仲買を奉行所に召喚し、過去10年間の統計を基礎として、将来に対する取締案をたて、文政11年（1828年）大坂油方取締意見書を奉呈した。
油方改革は引き続きおこなわれ、ついに天保3年（1832年）11月油仕法の改革令が発布された。